# Estadi Henri Dunant
L'Estadi Henri Dunant és un estadi luxemburguès de futbol a Beggen un barri de la ciutat de Luxemburg. És la seu de l'equip Football Club Avenir Beggen, i té una capacitat per a 4.830 persones.